# 遍照院 (倉敷市)
遍照院（へんじょういん）は岡山県倉敷市西阿知町に所在する真言宗御室派別格本山の寺院。山号は神遊山。詳しくは、神遊山 神宮寺 遍照院と号する。本尊は十一面観音。
瀬戸内三十三観音霊場第二番札所、浅口三十三観音霊場第二十六番札所・第二十七番札所。
御詠歌：世を救う 大悲の誓 深ければ あまねく照らす 西阿知の寺

## 概要
寺伝によれば平安時代の寛和元年（985年）智空上人が花山天皇の勅願を受け、市内にある式内社・足高神社の神宮寺として開山したと伝わる。
寺院の西隣には熊野神社があり、神仏習合の形体を留めている。
延久元年（1069年）には後三条天皇の祈願所の一つに列せられたと伝えられている。
備中国南東部の有力な寺院として31ヶ寺の末寺を有した。天正年間（1573年 - 1592年）には毛利家より寺領2,000石を与えられた。江戸時代になると、岡山藩主池田家の祈願所として寺領50石を与えられた。

## 文化財

### 重要文化財（国指定）
- 三重塔

最初の建造は智空上人が開山した寛和元年（985年）と伝わる。現在の塔は応永23年（1416年）に智開僧正によって建造された。本尊は大日如来。高さ21メートル。頭貫の木鼻の形状に室町時代の特色が出ている。中備（なかぞなえ）に双斗（ふたつど）を用いるのは珍しい。昭和41年（1966年）から昭和42年（1967年）にかけて解体修理が行われた。大正14年（1925年）4月24日指定。

### 岡山県指定重要文化財
- 木造聖観音立像

ヒノキの一木造りで像高は90cmの聖観音立像。製作年代は平安時代後期と推定されている。左手先と左手持物の蓮華、両足の先、台座などは後世に作り直された跡が見られる。昭和34年（1959年）3月27日指定。

## アクセス
- JR山陽本線　西阿知駅下車　東へ徒歩約15分

## 前後の札所
瀬戸内三十三観音霊場
1 不洗観音寺 -- 2 遍照院 -- 3 寶島寺